# Joegoslavisch kampioenschap waterpolo heren
Het Joegoslavisch kampioenschap waterpolo voor heren werd voor het eerst georganiseerd in 1921. Exact zeventig jaar later werd de laatste kampioen gekroond. Enkel tijdens de Tweede Wereldoorlog (1941 tot 1944), in 1951 en 1954 was er geen nationaal kampioenschap.

## Kampioenen per jaar
| Seizoen | Kampioen               |
| ------- | ---------------------- |
| 1921    | Polet Sombor           |
| 1922    | Polet Sombor           |
| 1923    | Baluni Split           |
| 1924    | Polet Sombor           |
| 1925    | Jug Dubrovnik          |
| 1926    | Jug Dubrovnik          |
| 1927    | Jug Dubrovnik          |
| 1928    | Jug Dubrovnik          |
| 1929    | Jug Dubrovnik          |
| 1930    | Jug Dubrovnik          |
| 1931    | Jug Dubrovnik          |
| 1932    | Jug Dubrovnik          |
| 1933    | Jug Dubrovnik          |
| 1934    | Jug Dubrovnik          |
| 1935    | Jug Dubrovnik          |
| 1936    | Jug Dubrovnik          |
| 1937    | Jug Dubrovnik          |
| 1938    | Viktorija Sušak        |
| 1939    | VK Jadran Split        |
| 1940    | Jug Dubrovnik          |
| 1941    | Geen kampioenschap     |
| 1942    | Geen kampioenschap     |
| 1943    | Geen kampioenschap     |
| 1944    | Geen kampioenschap     |
| 1945    | NR Hrvatska            |
| 1946    | VK Jadran Split        |
| 1947    | VK Hajduk              |
| 1948    | VK Hajduk              |
| 1949    | Jug Dubrovnik          |
| 1950    | Jug Dubrovnik          |
| 1951    | Geen kampioenschap     |
| 1952    | VK Mornar Split        |
| 1953    | VK Jadran Split        |
| 1954    | Geen kampioenschap     |
| 1955    | VK Mornar Split        |
| 1956    | VK Mornar Split        |
| 1957    | VK Jadran Split        |
| 1958    | PVK Jadran Herceg-Novi |
| 1959    | PVK Jadran Herceg-Novi |
| 1960    | VK Jadran Split        |
| 1961    | VK Mornar Split        |
| 1962    | HAVK Mladost Zagreb    |
| 1963    | Partizan Belgrado      |
| 1964    | Partizan Belgrado      |
| 1965    | Partizan Belgrado      |
| 1966    | Partizan Belgrado      |
| 1967    | HAVK Mladost Zagreb    |
| 1968    | Partizan Belgrado      |
| 1969    | HAVK Mladost Zagreb    |
| 1970    | Partizan Belgrado      |
| 1971    | HAVK Mladost Zagreb    |
| 1972    | Partizan Belgrado      |
| 1973    | Partizan Belgrado      |
| 1974    | Partizan Belgrado      |
| 1975    | Partizan Belgrado      |
| 1976    | Partizan Belgrado      |
| 1977    | Partizan Belgrado      |
| 1978    | Partizan Belgrado      |
| 1979    | Partizan Belgrado      |
| 1980    | Jug Dubrovnik          |
| 1981    | Jug Dubrovnik          |
| 1982    | Jug Dubrovnik          |
| 1983    | Jug Dubrovnik          |
| 1984    | Partizan Belgrado      |
| 1985    | Jug Dubrovnik          |
| 1986    | VK Primorac Kotor      |
| 1987    | Partizan Belgrado      |
| 1988    | Partizan Belgrado      |
| 1989    | HAVK Mladost Zagreb    |
| 1990    | HAVK Mladost Zagreb    |
| 1991    | VK Jadran Split        |